# Généralité de Corse
1768–1790
(257 ans)
Entités précédentes :
- Création

Entités suivantes :
- Haute-Corse
- Corse-du-Sud

La généralité de Corse est une circonscription administrative créée en 1768, se composant de onze juridictions royales créées pas les édits de 1769, 1770 et 1772, soit onze subdélégations.

## La généralité d'après le Règlement du 22 mars 1789 (États généraux)
- Justice royale de Bastia, 4 députés, les dix autres juridictions réduites à Bastia.

## Liste des circonscriptions administratives
La généralité étant une des circonscriptions administratives majeures, la connaissance historique du territoire concerné passe par l'inventaire des circonscriptions inférieures de toute nature.
- Juridiction d'Ajaccio : Subdélégation d'Ajaccio
- Juridiction d'Aléria : Subdélégation d'Aléria
- Juridiction de Bastia : Subdélégation de Bastia
- Juridiction de Bonifacio : Subdélégation de Bonifacio
- Juridiction de Calvi : Subdélégation de Calvi
- Juridiction de Cap Corse : Subdélégation de Cap Corse
- Juridiction de Corte : Subdélégation de Corte
- Juridiction de Nebbio : Subdélégation de Nebbio
- Juridiction de La Porta : Subdélégation de La Porta
- Juridiction de Sartène : Subdélégation de Sartène
- Juridiction de Vico : Subdélégation de Vico